# Alex Lee
Alex Lee (Bristol, 16 marzo 1970) è un musicista e compositore britannico.

## Carriera
Nel 1989 ha preso parte a un gruppo chiamato The Blue Aeroplanes. Nei primi anni '90, con Patrick Duff, ha fondato gli Strangelove.
Dal 2001 al 2003 ha collaborato con i Suede.
Nel periodo 2006-2007 ha lavorato dal vivo con i Placebo.
Appare in diversi lavori discografici dei Goldfrapp (Seventh Tree, Tales of Us, Tales of Us). Tra i suoi lavori in studio vi sono anche sessioni con Elizabeth Fraser e Alpha con Jarvis Cocker.
Nel periodo 2011-2012 è attivo come collaboratore e promoter del gruppo Marina & the Diamonds.
Lavora anche come compositore per colonne sonore televisive e cinematografiche. A teatro, nel 2010-2011, ha collaborato con la Royal Shakespeare Company.